# Accord d'association entre Israël et l'Union européenne
L'accord d'association entre Israël et l'Union européenne, officiellement accord euro-méditerranéen établissant une association entre les Communautés européennes et Israël est un accord d'association signé le 20 novembre 1995 dans le cadre du processus de Barcelone.

## Histoire
La négociation de cet accord se déroule sur fond de négociations de paix (Déclaration de principes du 13 septembre 1993). Il a été signé le 20 novembre 1995, à Bruxelles et est entré en vigueur le 1er juin 2000, suivant sa ratification par les 15 parlements nationaux des États membres, le Parlement européen et la Knesset. Il remplace l'ancien accord de coopération, signé en 1975.
À la suite des élections du 20 janvier 1996 établissant l'Autorité nationale palestinienne, des négociations sont entamées pour conclure un accord commercial entre l'Union européenne et l'OLP, quand bien même n'existe encore aucun État palestinien. Cela aboutit à l'accord d'association euro-méditerranéen intérimaire relatif aux échanges commerciaux et à la coopération signé le 24 février 1997 et qui entre en vigueur dès le 1er juillet 1997. L'accord prévoit de s'appliquer au territoire de la Cisjordanie et à la bande de Gaza (alors qu'au moment de la signature, l'ANP n'exerce son autorité que sur la bande de Gaza et la ville de Jéricho).
Peu après la signature de l'accord d'association euro-israélien, le Mattin Group, une ONG basée à Ramallah, soutenu par des ONG européennes, fait remarquer qu’Israël exporte des produits originaires des colonies, ces derniers arrivant alors sur le marché communautaire avec le certificat d’origine EUR1, qui leur fait ainsi bénéficier d’un tarif douanier préférentiel. Alors que la valeur des produits concernés ne représente qu'une très faible portion de la totalité des exportations israéliennes vers l’UE, cette question soulève immédiatement une controverse.
Le 10 avril 2002, le Parlement européen vote une proposition de résolution demandant la suspension de l'accord d'association au motif que son article 2 ne serait pas respecté par Israël ; le Conseil n'accède pas à cette demande
.
Le 12 décembre 2004, le comité de coopération douanière Europe-Israël s'accorde sur l'apposition du code postal comme référent d'origine ; cette disposition prenant effet en 2005. Cet accord, connu sous l’appellation d'arrangement technique, donne la possibilité aux services douaniers de l’UE de faire la distinction entre les produits des colonies et ceux d’Israël proprement dit, puisque les certificats d’origine des produits israéliens exportés vers le marché européen comportent, aux termes de cet arrangement, le code postal de leur lieu de production. 
Fin 2007, le gouvernement israélien transmet à l'Union européenne un document non officiel demandant un « statut spécial » dans le cadre de la politique européenne de voisinage afin de pouvoir participer à plusieurs politiques et programmes communautaires, notamment pour renforcer la coopération technologique et commerciale, mais également participer aux réunions du Conseil ayant trait à l'économie, l'environnement, l'énergie ou la sécurité. Le 8 décembre 2008, en dépit de l'opposition réitérée du Parlement européen, le Conseil se déclare favorable à l'intensification de ses relations avec Israël.
En février 2010, le différend quant aux limites territoriales concernées par l'accord d'association a été tranché par un arrêt de la Cour de justice de l'Union européenne. La CJUE met ainsi un terme à une procédure initiée par la société allemande Brita, contre une décision du service des douanes de Hambourg qui contestait le certificat d'origine israélienne attaché à l'importation des gazéificateurs d'eau importés par cette société depuis un site de production implanté à Mishor Adumim (en) (près de Ma'ale Adumim). Par cet arrêt, dit « arrêt Brita », la CJUE statue que « les produits originaires de Cisjordanie ne relèvent pas du champ d’application territorial de l'accord CE-Israël et ne sauraient donc bénéficier du régime préférentiel instauré par celui-ci »,. Les produits issus de Cisjordanie comme de Gaza ne peuvent être exportés que sous certificat douanier palestinien.
Le 30 juin 2013, la commission européenne adopte des lignes de conduites rendant inéligibles aux différents dispositifs d'aides européennes les entités (entreprises, associations, administrations…) israéliennes opérant dans les territoires occupés.
Le 17 juillet 2013, l'Union européenne adopte un texte excluant des aides européennes les entités israéliennes qui opèrent dans les « colonies ». Applicables dès janvier 2014, ces directives (2013/ C 205/05) prévoient que « tous les accords entre l’État d’Israël et l’UE doivent sans équivoque et explicitement indiquer leur inapplicabilité aux Territoires occupés par Israël en 1967 » (ces territoires, aux yeux de l'Union, comportent le plateau du Golan, la bande de Gaza, la Cisjordanie y compris Jérusalem-est),.

## Contenu
L'accord avec Israël comprend des arrangements de libre-échange pour les produits industriels, des arrangements concessionnels concernant le marché des produits agricoles (un nouvel accord sur ce sujet est entré en vigueur en 2004).

## Étiquetage des produits issus des colonies
(août 2025).
Interrogé par la députée Nicole Kiil-Nielsen au sujet de la fiabilité des contrôles d'origine, le Conseil répond en mars 2010 qu'« Un examen effectué en 2007 a révélé que l'arrangement technique était mis en œuvre de manière satisfaisante ».
En septembre 2010, plusieurs membres du Parlement européen rédigent une déclaration écrite appelant à l'étiquetage des produits issus des territoires occupés ; faute de recueillir un nombre suffisant de signatures, cette proposition n'a pas été retenue[réf. non conforme],.
En janvier 2011, la députée européenne Nicole Kiil-Nielsen demande à la commission de lui communiquer la liste des codes postaux que les services israéliens auraient communiqués à celle-ci depuis 2004 ; elle demande également si cette liste peut-être rendue publique. Moins d'un mois plus tard la commission répond que ces codes postaux ne peuvent être rendus publics (ils le seront en 2012[réf. non conforme]).
En 2012, réitérant le constat établi en 2010 par les autorités britanniques, le Parlement européen adopte une résolution demandant notamment à la commission d'établir une liste noire des entreprises israéliennes fraudant les dispositions prévues par l'accord technique de 2004.
En France, Laurent Fabius, ministre des Affaires étrangères, interrogé par voie écrite le 5 juillet 2012 par le sénateur Michel Scouarnec, répondait : « la France étudie actuellement, en lien avec plusieurs de ses partenaires européens, la possibilité de publier un code de conduite similaire, dans le cadre d'une initiative concertée »,..
Le 9 juillet 2012, le journal The Independent porte à la connaissance du public les conclusions du rapport transmis les mois précédents par un éminent juriste à de hauts responsables de l'Union Européenne : d'après James Crawford les gouvernements des pays membres de l’UE peuvent boycotter les produits fabriqués dans les implantations de colons israéliens en Cisjordanie sans violer les règles de l'Organisation mondiale du commerce.
Le 5 octobre 2012, le Danemark institue lui aussi un étiquetage spécifique.
En octobre 2012, un large collectif d’ONG publie un rapport intitulé La Paix au rabais : comment l’Union européenne renforce les colonies israéliennes préfacé par l’ancien Commissaire de l’UE aux Relations extérieures, Hans van den Broeck, qui appelle les gouvernements européens à mettre leurs actes en cohérence avec leurs discours. La coalition des ONG à l’origine de ce rapport préconise l’adoption de mesures concrètes, dont l’étiquetage correct de tous les produits issus des colonies à l’attention des consommateurs,.
En novembre 2012, le journal Haaretz révèle que l'Irlande - appelée à présider l'Union Européenne en janvier 2013 - serait favorable à un boycott des produits issus de Cisjordanie ; le journal produit un courrier signé du ministre irlandais des Affaires étrangères, Eamon Gilmore,. Le 10 décembre 2012, dans la foulée de l'obtention par la Palestine de la qualité de membre observateur à l'ONU (29 nov.2012), les États membres de l'UE affirment publiquement leur intention d'appliquer pleinement « la législation européenne et les accords bilatéraux concernant les biens produits dans les colonies »,[réf. non conforme]. Dans le quotidien Libération du même jour, deux membres du groupe des Global Elders, Mary Robinson et Martti Ahtisaari déclarent : « En établissant une distinction claire entre les produits importés des colonies et les produits israéliens, l’UE a une occasion unique de réconcilier ses principes et ses actes sur la question des colonies en Cisjordanie - et de restaurer sa crédibilité dans le processus de paix au Proche-Orient ».
Dans ses conclusions du 20 décembre 2012, le Conseil des Affaires étrangères de l'Union européenne affirme qu'il convient de distinguer clairement l’État d’Israël des Territoires occupés[réf. non conforme].
Un article du Jerusalem Post du 12 décembre 2012, faisant suite à un précédent article du Ma'ariv, rapporte les récents propos d'un porte parole de la délégation de l'Union européenne en Israël qui exclut tout soutien de l'Union à un boycott des produits israéliens fussent-ils des colonies. L'article mentionne par contre que l'Union réfléchit à une réglementation sur l'étiquetage.
Le 28 février 2013, « Le Figaro » fait état des préconisations faites par les consuls généraux européens en poste à Ramallah et à Jérusalem. Dans ce rapport annuel, confidentiel mais que les consuls ont dévoilé à dessein, il est recommandé à l'Europe de veiller à une plus stricte application des accords commerciaux entre l'UE et Israël. Les consuls suggèrent également de mettre en place une surveillance accrue des programmes de coopération entre l'UE et Israël, afin que ces échanges ne bénéficient pas à des colonies, directement ou non. Enfin, l'activité de l'organisation Elad (en) retient particulièrement l'attention des consuls.
En mars 2013, le gouvernement des Pays‐Bas élabore des textes législatifs pour son secteur privé relatifs à l'étiquetage des produits des colonies israéliennes.
Le 13 avril 2013, 13 des 27 ministres des affaires étrangères de l'Union européenne se déclarent prêts à appuyer les démarches de Mme Catherine Ashton pour étiqueter les produits des colonies israéliennes,.
Le 19 mai 2013, Haaretz fait savoir que l'Union européenne aurait suspendu ses travaux sur ce point à la demande des États-Unis.
Le mardi 28 mai 2013, plusieurs députés français s'associent à la Plateforme des ONG françaises pour la Palestine, dans les locaux de l'Assemblée Nationale, en compagnie de l'ONG israélienne Who Profits, pour promouvoir l'étiquetage des produits en provenance des colonies israéliennes.
Le 23 juillet, un communiqué de l'AFP repris par la presse fait état d'instructions de Mme Ashton au président de la Commission européenne Jose Manuel Barroso, invitant ce dernier à mettre en application la législation actuelle sur l'étiquetage des produits des colonies. La porte-parole de Mme Ashton, Maja Kocijancic, ne dément pas l'existence de ce texte daté du 8 juillet, qu'elle réduit toutefois au rôle d'une consultation interne et non d'une injonction.
Le 31 juillet 2013, Catherine Ashton répondant à une question posée le 22 mai par deux parlementaires européens, Nicole Kiil-Nielsen et Yannick Jadot, rappelle que la mise en œuvre de la législation de l'UE relative à l'indication de l'origine relève des autorités compétentes des États membres. La haute représentante s'engage à « élaborer, dans le courant de l'année 2013, des lignes directrices applicables au niveau de l'UE, qui permettraient de renforcer la mise en œuvre homogène de la législation de l'UE dans ce domaine et sa cohérence avec les positions de l'UE en matière de politique étrangère ».
Le 27 août 2013, le ministre français des Affaires étrangères, M. Laurent Fabius, répondant à une question écrite que lui avait posée un mois plus tôt le député Claude Goasguen, réaffirme son soutien aux mesures d'étiquetage différencié tout en se déclarant hostile à tout idée de boycott.
Fin 2013, une administration britannique, le UK Trade & Investment publie, pour la première fois, un document avertissant les investisseurs des risques économiques et légaux inhérents aux investissements réalisés dans les territoires occupés. À cette occasion, toutefois, les Britanniques réaffirment leur opposition au boycott[réf. non conforme].
Fin mars 2014, Jimmy Carter, l'ancien président américain et prix Nobel de la paix (pour son rôle dans la signature des accords de Camp David de 1978) encourage les européens à adopter un étiquetage différencié. S'exprimant en tant que membre des Global Elders, il rajoute qu'il est opposé à toute action de boycott à l'égard d’Israël (We decided not to publicly endorse any kind of embargo, or so forth, against Israeli invasion, or occupying troops in Palestine).
En 2014, la Commission européenne indique qu'elle considère que l'inspection sanitaire israélienne n'a pas le pouvoir d'exercer dans les territoires occupés. En conséquence, les produits provenant de ces territoires ne peuvent être considérés comme correctement inspectés. Prenant acte de cette décision, Israël arrête les exportations de certains produits alimentaires issus des colonies à partir de septembre 2014. Les agriculteurs des colonies ont largement anticipé cette décision, tenant pour acquise l'hostilité européenne.
Le 11 novembre 2015, la Commission européenne adopte une décision et demande à ses 28 États membres de mettre en œuvre l’étiquetage des produits originaires des colonies israéliennes dans les territoires palestiniens occupés depuis 1967. Si, par cette « notice interprétative », la commission recommande bien l'adoption d'un étiquetage spécial, elle laisse toutefois la charge de sa mise en œuvre aux pays membres. Cette décision provoque la fureur d'Israël tandis que l’Organisation de libération de la Palestine (OLP) salue celle-ci comme positive mais insuffisante. Toutefois, les gouvernements hongrois et grecs annoncent peu après qu'ils ne se plieront pas à cette directive.
Peu de pays transposent cette recommandation de la commission en leur droit national ; la France s'y attelle en 2016 : le 24 novembre de cette année, le Ministère de l’Économie et des Finances publie un avis aux opérateurs économiques relatif à l'indication de l'origine des marchandises issues des territoires occupés par Israël depuis juin 1967,. Le 24 et le 25 janvier 2017 l’Organisation juive européenne et la société de vins israélienne Psagot (celle-ci, avec l'appui du CRIF) demandent l'annulation de cet avis devant le Conseil d'État ; celui-ci soumet le cas à la Cour de justice de l'Union européenne par le biais d'une question préjudicielle. Dans son arrêt du 12 novembre 2019, la CJUE affirme que "…les denrées alimentaires originaires d’un territoire occupé par l’État d’Israël doivent porter non seulement la mention de ce territoire, mais également, dans le cas où de telles denrées alimentaires proviennent d’une localité ou d’un ensemble de localités constituant une colonie israélienne à l’intérieur dudit territoire, la mention de cette provenance.", Au regard de cette législation, des labels vagues utilisés par certains producteurs, tels que «made in West Bank», «vin du Golan» ou de «Judée-Samarie» (nom donné à la Cisjordanie par l’administration israélienne), sont considérés trompeurs.